# ۲۷۲ (قمری)
۲۷۱ (قمری)، دویست و هفتاد و یکمین سال در گاهشماری هجری قمری است. 

## زادگان
- ۲۱ شوال ابن مقله، ادیب، خوشنویس، مبتکر و مبدع خطوط مختلف و وزیر عباسیان.

## وابسته
- جعفر بن علی